# Улазів
Улазів (пол. Ułazów,  Улазув) — село в Польщі, у гміні Старий Диків Любачівського повіту Підкарпатського воєводства. Населення — 523 особи (2011). Село розташоване за 7 км на північний схід від Старого Диківа, за 16 км на північний захід від Любачева і за 77 км на схід від воєводського міста Ряшева.

## Назва
У 1977—1981 роках під час кампанії ліквідації українських назв село називалося Ломіни (пол. Łominy).

## Населення
Демографічна структура станом на 31 березня 2011 року:
|          | Загалом | Допрацездатний вік | Працездатний вік | Постпрацездатний вік |
| -------- | ------- | ------------------ | ---------------- | -------------------- |
| Чоловіки | 274     | 48                 | 192              | 34                   |
| Жінки    | 249     | 47                 | 129              | 73                   |
| Разом    | 523     | 95                 | 321              | 107                  |

## Географія
Село розташоване на Терногородському плато на р. Вирова (Wirową), лівій притоці р. Танви (басейн Вісли). На річці завжди освячували воду на Йордан. На освячення виходило все село, прорубували ополонку у вигляді хреста, і священик проводив обряд. Молоді хлопці на конях змагалися хто швидше додому доставить свячену воду.
Населення становить 586 осіб. За даними Володимира Кубійовича, у 1939 році у селі мешкало 2660 осіб, у тому числі 2070 українців, 20 поляків, 390 латинників і 180 гебреїв. Село загалом налічувало 350 господарств.

## Історія
Поселення вперше згадується у 1469 році як власність Рамшів.
На початку XX століття тут діяли читальня «Просвіти» під головуванням Василя Янишевського, кооператива «Сила», товариство «Сокіл», дві школи — однокласна польська і чотирикласна українська.
У середині вересня 1939 року німці окупували село, однак вже 26 вересня 1939 року мусили відступити, оскільки за пактом Ріббентропа-Молотова ця територія належала до радянської зони окупації. Однак Сталін обміняв Закерзоння на Литву і на початку жовтня СРСР передав Улазів німцям.
Під час  Другої світової війни улазівчани долучилися до боротьби за незалежність України. Тут було організовано вишкіл членів Похідної групи. 1943 року 19 хлопців зголосилися до дивізії «Галичина», згодом понад 20 хлопців поповнили лави УПА, дівчата працювали в підпільній мережі ОУН і УЧХ (Український червоний хрест).
У серпні 1944 року поблизу села, при так званій, Польській дорозі, в урочищі «Горай» відділи НКВС і польської міліції розстріляли взятих у полон вояків чоти УПА, сформованої із мешканців навколишніх українських сіл (Старого і Нового Дикова, Дахнова, Німстова, Улазова, Козіївки та Лазів) для захисту місцевого населення від нападів польських банд з армії Крайової. Загинули 45 повстанців (4 врятувалися) і 4 цивільних, яких поховали у спільній могилі. Влітку 1995 року на місці поховання встановлені залізний хрест і гранітна пропам'ятна таблиця із написом «Скажіть Україні, що ми виконали свій обов'язок і задля життя її загинули» та прізвищами 49 загиблих, серед яких 13 з Улазова. Могила впорядкована стараннями Катерини Піпки. Українськими греко-католицькими священиками відправлена панахида.
У липні 1944 року радянські війська зайняли цю територію. У жовтні 1944 року західні райони Львівської області віддані Польщі, а українське населення під час операції «Вісла» депортоване до СРСР та на понімецькі землі.
У 1975-1998 роках село належало до Перемишльського воєводства.

### Пам'ятник
На захід від села, під лісом, є невелике поселення Діброва (між Козіївкою та Улазовом). Поблизу нього у 1983 році, на місці загибелі бригадного генерала Юзефа Кустроня — командира 21-ї гірської піхотної дивізії, встановлено меморіальний камінь і хрест. Під командуванням генерала 16 вересня 1939 року дивізія, намагаючись прорватися, була втягнута у запеклий бій з переважаючими силами німецької 45-ї піхотної дивізії під Олешичами. Після програної битви під м. Олешичі генерал з групою офіцерів і солдатів (налічувала менш як 200 осіб) пробирався зі Старого Дикова до підрозділів армії «Краків» поблизу Томашова. На лісовій галявині вони потрапили в німецьку засідку і потрапили під перехресний вогонь кулеметів. Під час  нерівного бою, що тривав близько 14-ти годин, загинув поранений генерал та декілька солдатів, а решта потрапили у полон. Тіло генерала забрали німці, і згідно обіцянки, даної його офіцерам, поховали його наступного дня, з військовими почестями, на прицерковному цвинтарі в Улазові. В 1946 році останки генерала були ексгумовані та перепоховані на цвинтарі в Любачеві, а звідти у 1953 році перевезені до Балигороду, де перепоховані на місцевому військовому цвинтарі. Цього ж року родина відвезла його останки до рідного міста Новий Сонч..

## Релігія

Не реалізований проєкт церкви св. Димитрія в Улазові

В Улазові парохія налічувала понад 2100 вірних та належала до Чесанівського деканату Перемиської єпархії. Сільським парохом, упродовж середини 1930-х — 1946 років був Нащочич Йосиф Іванович. Отець Йосиф навчався та закінчив духовну семінарію у Перемишлю, потім служив священиком в Улазові. Після примусового переселення до УРСР у 1946 році разом із нечисельною громадою Улазова оселився в селі Переможне, Городоцького району, що на Львівщині. У Переможному до 1966 року був парохом місцевої церкви. Помер у 1972 році..
Парафіяльна церква святого Димитрія (1835 або 1848 рік) з дерев'яною дзвіницею (1875 року). Всередині зберігся еклектичний іконостас із ХІХ століття та ікони. Після 1947 року використовувалася римо-католиками, як костел. У 1986 році у церкві сталася пожежа. Вогонь знищив половину старої дерев'яної церкви. Після пожежі не була відновлена й дотепер стоїть пусткою. Поряд із церквою стоїть дерев'яний хрест з каменем без таблички.
Перед другою світовою війною поряд зі старою дерев'яною церквою розпочалося будівництво великої мурованої церкви, бо стара дерев'яна церква не задовольняла вимог великої парохії. До кінця війни поставлено лише дві стіни. Після проведення акції з примусового виселення українців у 1947 році, поляки розібрали церкву, а з цегли збудували колгоспну студолу. В селі розташовані три цвинтарі з невеликою кількістю пам'ятників..

## Відомі люди
З Улазова походить відомий журналіст з діаспори Віктор Сабаль (12 березня 1919 — 16 вересня 1990, Мюнхен, Німеччина). Працював у журналі «Сучасність», співпрацював із тижневиком «Українські вісті» та місячником «Нові дні».
Скаб Ярослава Федорівна (1916 — ? після серпня 1946) — лицар Срібного хреста заслуги УПА та Бронзового хреста заслуги УПА.